# 自由大學 (美國)
自由大學（英語：Liberty University）是位於美國弗吉尼亞州林奇堡的一所基督教私立大學， 由傑瑞·法威爾與埃爾默·L·湯恩斯於1971年創立。如果算上其在線課程學生數，它是世界最大的福音派大學、美國最大的非營利性私立大學和第七大四年制大學，此外也是弗吉尼亞州最大的大學。
自由大學的學習以基督教為導向，並為本科生開設了三門必修的聖經學習課。該校的校風較為保守，該校的學術榮譽準則規定禁止婚前性行為和異性學生間的私人互動。這所大學被稱為美國政治的"基督教權利堡壘"，在美國共和黨的政治中發揮著重要的作用。

## 歷史
自由大學由傑瑞·法威爾與埃爾默·L·湯恩斯於1971年創立。法威爾是托馬斯路浸信會教堂的牧師，他擔任了自由大學的第一任校長。
自由大學初名林奇堡浸信會學院，后於1977年改名為自由浸信會學院，最後於1985年改名為自由大學。自由大學的最初名称从林奇堡浸会學院改名为自由浸信会學院的原因之一就是將學院与林奇堡这个地名区分开，因為這個地名常错误地与私刑相联系。自由大学的免税地位于1987年由IRS正式承认。
起初，自由大學只是一座有154名學生的小型學院，主要靠捐助來維持日常運營。自由大學曾長期負債累累，後來才逐漸擺脫債務。
從1985年開始，這所大學開始使用VHS磁帶進行遠程教學，這也是如今自由大學在線教育計劃的前身。到了21世紀，隨著互聯網的迅速發展，自由大學開始為更多的成年人進行在線教學，並可以獲得在線學位。
2020年春，在2019冠狀病毒病疫情的爆發期間，自由大學允許一些學生在假期後重返學校，这与大多数美国大学对这种流行病的反应背道而驰，自由大學也因此遭到批評。
2020年8月7日，在发表有关个人和职业不当行为的报道后，大学校长小杰里·法威尔被无限期停職。据报道，8月24日，法威尔已辞职。他否认了这些报道，称与大学董事会的讨论仍在继续，但随后于8月24日晚正式辞职。据法威爾称，他将获得1050萬美元作為辭職金。

## 學術

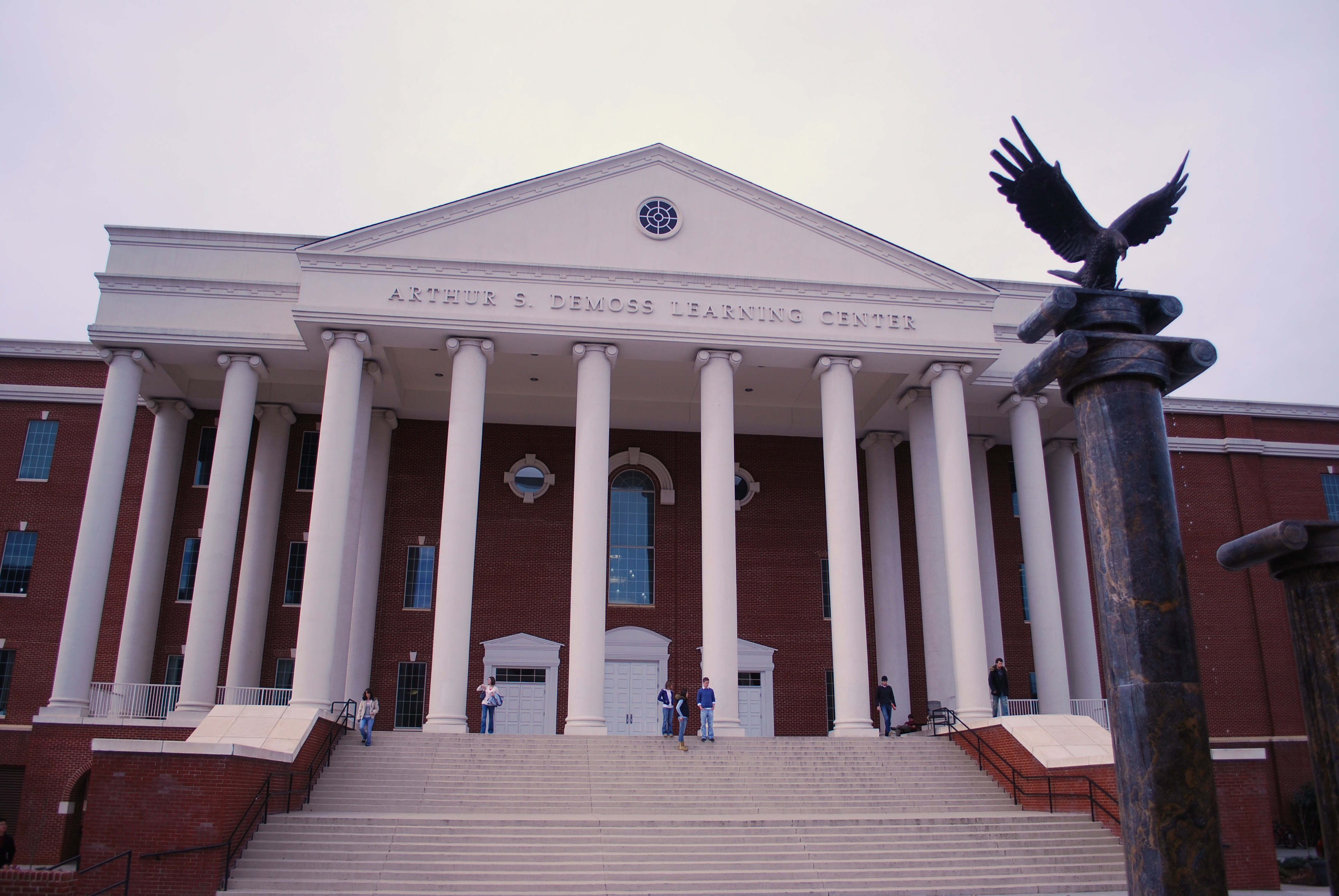
大學的學習中心（DeMoss Learning Center）

截至2015年8月，自由大學共開設有522門課程，其中247門為綫上課程，此外有138個研究生課程和3個博士課程。 2016年《美國新聞與世界報道》將其列在“南部地區大學”排名中的第80位。

## 外部連結
- 官方网站